# William Thorpe

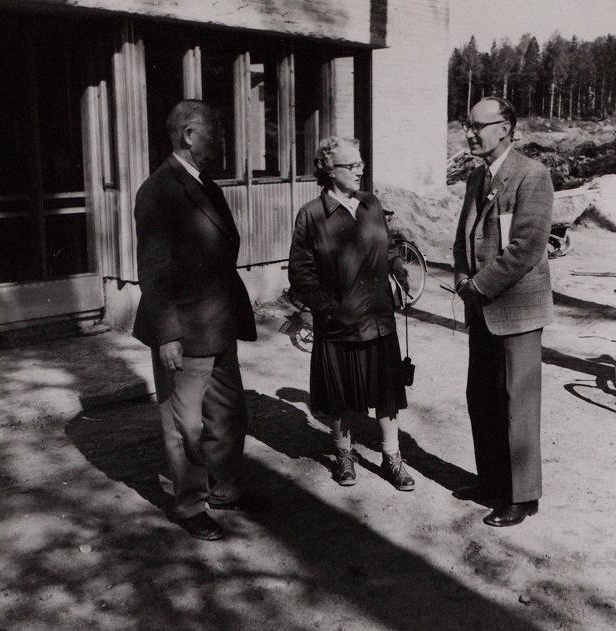
William Thorpe (rechts) mit Herr und Frau Niven, in Otaniemi, Finnland (1958)

William Homan Thorpe (* 1. April 1902; † 7. April 1986) war Professor an der Universität Cambridge und ein bedeutender britischer Zoologe und Verhaltensforscher, u. a. auf dem Gebiet der Ornithologie. Gemeinsam mit Nikolaas Tinbergen, Patrick Bateson und Robert Hinde trug William Thorpe nach dem Zweiten Weltkrieg maßgeblich dazu bei, das noch junge biologische Fachgebiet der Verhaltensforschung in Großbritannien zu etablieren.
Thorpe nutzte in den 1940er-Jahren als erster europäischer Forscher die Methode der Schall-Spektrographie zur Analyse der Feinstruktur des Vogelgesangs; in England gab es damals nur ein einziges derartiges Gerät. Hierbei wird das Schallsignal, vergleichbar der Brechung von Licht mit Hilfe eines Prismas, in einzelne Frequenzbestandteile zerlegt und grafisch dargestellt. So lassen sich viele akustische Eigenschaften analysieren, z. B. im zeitlichen Verlauf wechselnde Tonhöhen und Intensitäten (Lautstärken).
1948 gründete Thorpe zusammen mit Nikolaas Tinbergen und Gerard Baerends die Fachzeitschrift Behaviour.

## Schriften (Auswahl)
- Bird-Song: The biology of vocal communication and expression in birds. Cambridge University Press, Cambridge 1961, (= Cambridge monographs in experimental biology, Band 12).
- Duetting and antiphonal song in birds. Its extent and significance. Brill, Leiden 1972, ISBN 90-04-03432-3 (= Behaviour Supplements, Band 18).
- Learning and Instinct in Animals. Methuen, London 1969, ISBN 0-416-57920-5.
- Science, Man and Morals. Based upon the Freemantle lectures, delivered in Balliol College, Oxford, Trinity term 1963. Greenwood, Westport (Conn.) 1976, ISBN 0-8371-8143-7.
- The origins and rise of ethology. The science of the natural behaviour of animals. Heinemann, London 1979, ISBN 0-435-62441-5.

## Belege
1. ↑  Joan Hall-Craggs: William Homan Thorpe 1902–1986. In: Ibis. Band 129, Nr. s2, 1987, S. 564–569, doi:10.1111/j.1474-919X.1987.tb08244.x, Volltext.
2. ↑  Robert Hinde: William Homan Thorpe, 1 April 1902 – 7 April 1986. In: Biographical Memoirs of Fellows of the Royal Society. Band 33, Dezember 1987, S. 619–639, doi:10.1098/rsbm.1987.0022, Volltext.

| Personendaten    | Personendaten         |
| ---------------- | --------------------- |
| NAME             | Thorpe, William       |
| ALTERNATIVNAMEN  | Thorpe, William Homan |
| KURZBESCHREIBUNG | britischer Zoologe    |
| GEBURTSDATUM     | 1. April 1902         |
| STERBEDATUM      | 7. April 1986         |